# Castle of Evil
Castle of Evil este un film de groază american din 1966 regizat de Francis D. Lyon și scris de Charles A. Wallace. În rolurile principale joacă actorii Scott Brady, Virginia Mayo, David Brian, Lisa Gaye, Hugh Marlowe și William Thourlby. Este primul film produs de United Pictures Corporation. A fost lansat de World Entertainment Corp în noiembrie 1966.

## Prezentare
Rudele unui om decedat de curând, pe nume Kovac, se adună în conacul înfiorător al acestuia pentru citirea testamentului lui. Înainte ca testamentul să poată fi citit, rudele încep să fie ucise una câte una.

## Distribuție
- Scott Brady ca Matt Granger
- Virginia Mayo ca Mary Theresa 'Sable' Pulaski
- David Brian ca Robert Hawley
- Lisa Gaye - Carrol Harris
- Hugh Marlowe ca 'Doc' Corozal
- William Thourlby - Kovic
- Ernest Sarracino ca Tunki
- Natividad Vacío ca Muchado
- Shelley Morrison ca Lupe Tekal d'Esperanza

## Producție
În 1966, United Pictures Corporation (UPC) a fost creată pentru a produce filme de lung metraj pentru a fi transmise în principal în rețelele de televiziune, compania a fost finanțată inițial de firme petroliere canadiene.
Primele filme Castle of Evil și Destination Inner Space au fost filmate în paisprezece zile în 1966, iar regizorul Francis D. Lyon a declarat: "Nu recomand această abordare în grabă ca o practică, pentru că va avea de suferit calitatea". 

## Legături externe
- Castle of Evil la Internet Movie Database

## Vezi și
- Listă de filme americane din 1966